# Fosse mandibulaire
La fosse mandibulaire (ou cavité glénoïde du temporal) est une profonde dépression de la partie basilaire de l'écaille de l'os temporal.

## Structure
La fosse mandibulaire est délimitée en avant par le tubercule articulaire et en arrière par la partie tympanique de l'os temporal, qui la sépare du méat acoustique externe.
La fosse est divisée en deux parties par une fente étroite, la fissure pétro-tympanique.
La partie antérieure de la fosse est formée par la partie squameuse de l'os temporal. Elle est recouverte de cartilage pour former la face articulaire de la fosse mandibulaire et s'articule avec le condyle de la mandibule.
La partie postérieure de la fosse mandibulaire, formée par la partie tympanique de l'os, est non articulaire, et loge parfois une partie de la glande parotide.
Elle est de forme concave.

## Rôle
La fosse reçoit le processus condylien de la mandibule pour y former l'articulation temporo-mandibulaire,.

## Embryologie
La fosse mandibulaire se développe à partir du cartilage condylien. Ce développement peut être stimulé par SOX9 ou ACVR1, comme cela a été observé dans des modèles murins.

## Aspect clinique
Des problèmes de morphogenèse au cours du développement embryonnaire peuvent empêcher la formation correcte de la fosse mandibulaire. Cela peut être causé par des mutations des gènes SOX9 ou ACVR1.
Si la fosse mandibulaire est très peu profonde, cela peut entraîner des problèmes de résistance de l'articulation temporo-mandibulaire. Cela peut entraîner une subluxation facile de l'articulation et du trismus.
La déformation de la fosse mandibulaire, qui fait souvent partie de la dysplasie temporo-mandibulaire, provoque des problèmes similaires chez le chien, .Cela peut se résoudre spontanément ou nécessiter une intervention chirurgicale.

## Anatomie comparée
La fosse mandibulaire est une caractéristique des crânes de divers autres animaux, comme les chiens.